# Wasyl Jakowlew
Wasyl Łeninitowycz Jakowlew (ukr. Василь Ленінітович Яковлєв, ur. 3 lipca 1972 w Odessie) – ukraiński kolarz torowy, dwukrotny medalista torowych mistrzostw świata.

## Kariera
Pierwszy sukces w karierze Wasyl Jakowlew osiągnął w 1989 roku, kiedy został wicemistrzem świata juniorów w indywidualnym wyścigu na dochodzenie. Rok później zdobył złote medale w wyścigu na dochodzenie, zarówno indywidualnie jak i drużynowo. W 1992 roku brał udział w igrzyskach olimpijskich w Barcelonie, gdzie nie ukończył rywalizacji w wyścigu punktowym. Na mistrzostwach świata w Hamar w 1993 roku zdobył brązowy medal w tej samej konkurencji, wyprzedzili go tylko Belg Etienne De Wilde oraz Francuz Éric Magnin. Blisko kolejnego medalu był na igrzyskach w Atlancie w 1996 roku, jednak ostatecznie zajął czwarte miejsce w wyścigu punktowym, przegrywając walkę o brąz ze Stuartem O’Gradym z Australii. Medal zdobył za to podczas mistrzostw świata w Berlinie w 1999 roku, zajmując drugie miejsce w swej koronnej konkurencji i ulegając tylko Szwajcarowi Bruno Risiemu. Na rozgrywanych rok później igrzyskach w Sydney Wasyl był dziewiąty w madisonie, a w wyścigu punktowym zajął siedemnaste miejsce. Startował także na igrzyskach olimpijskich w Atenach w 2004 roku, gdzie był odpowiednio piąty i dziewiętnasty. W 2004 roku zakończył karierę.